# Eukoenenia hispanica
Eukoenenia hispanica is een spinnensoort in de taxonomische indeling van de Palpigradi.
Het dier komt uit het geslacht Eukoenenia. Eukoenenia hispanica werd in 1908 beschreven door Peyerimhoff.